# Club alpino siciliano
Il Club alpino siciliano (abbreviato in CAS) è una associazione alpinistica presente sul territorio della Sicilia che ha come scopo la tutela dell'ambiente, valorizzazione sostenibile delle montagne siciliane.

## Storia
Fondato a Palermo il 9 settembre 1892 da cinque studenti con la passione della montagna.
Nel tempo divenne proprietario di diversi rifugi e bivacchi.

## Rifugi e bivacchi
Il CAS è proprietario dei seguenti rifugi:
- rifugio Luigi Orestano - 1.100 m - sulle Madonie
- rifugio Francesco Crispi - 1.300 m
- rifugio Ostello della Gioventù - 1.600 m
- stazione alpina Castellaccio - 764 m

I bivacchi del CAS sono:
- rifugio Monte Cervi - 1.600 m
- rifugio Alberto Severino - 1.903 m
- rifugio Melchiorre Morici - 1.400 m
- rifugio vicaretto - 1.100 m
- rifugio Arcarolo - 1.108 m
- rifugio Torre del Bosco - 956 m